# Széftörők
A Széftörők (eredeti cím: Welcome to Collinwood) 2002-es amerikai vígjáték, ami a Palimadarak című 1958-as olasz film alapján készült. A filmet Anthony és Joe Russo rendezte és írta, a zenét pedig Mark Mothersbaugh szerezte. A történet egy szedett-vedett társaságról szól, akik egy széfet próbálnak meg kirabolni. A főbb szereplők közt megtalálható William H. Macy, Isaiah Washington, Sam Rockwell, Michael Jeter és Luis Guzmán.
A filmet az Amerikai Egyesült Államokban 2002. október 18-án, Magyarországon pedig. 2003. április 3-án mutatták be a mozikban.

## Cselekmény
Cosimot, a balfék tolvajt autólopás közben kapják el és börtönbe kerül. A börtönbe összeismerkedik egy életfogytiglanra ítélt öreg rabbal, aki korábban egy épület átalakításában vett részt. Az öreg elárulja neki, hogy készített egy álfalat az egyik lakórész és az épületben lévő ékszerüzlet széfterme között, amit könnyen át lehet törni.
Cosimo ezt hallván megkéri barátnőjét, Rosalindot, hogy keressen egy balekot, aki 16 000 dollárért cserébe helyette üli le a börtönbüntetést. A választás a szerb-amerikai boxoló Pero Mahalovicra esik, aki azonban elcseszi a dolgot és rövid ideig maga is börtönbe kerül, ahol megtudja Cosimo tervét. Kijutva szövetkezik egy csapat helyi balfékkal, hogy közösen valósítsák meg a rablást.

## Szereplők
| Szereplő               | Színész           | Magyar hang (1. szinkron) | Magyar hang (2. szinkron) |
| ---------------------- | ----------------- | ------------------------- | ------------------------- |
| Riley                  | William H. Macy   | Gyabronka József          | Forgács Péter             |
| Leon                   | Isaiah Washington | Dörner György             | Fekete Ernő               |
| Pero                   | Sam Rockwell      | Rajkai Zoltán             | Nagy Ervin                |
| Toto                   | Michael Jeter     | Szacsvay László           | Harsányi Gábor            |
| Cosimo                 | Luis Guzmán       | Besenczi Árpád            | Háda János                |
| Öreg rab               | John Buck, Jr.    | Varga Tamás               | Palóczy Frigyes           |
| Rosalind               | Patricia Clarkson | Csere Ágnes               | Kubik Anna                |
| Basil                  | Andrew Davoli     | Stohl András              |                           |
| Mickey                 | Brett C. Leonard  |                           |                           |
| Pap                    | Frank O'Donnell   |                           |                           |
| Sportbíró              | Peter Veneziano   |                           |                           |
| Bíró                   | Bernard Canepari  |                           |                           |
| Nevelőtiszt            | Art Oughton       |                           |                           |
| Oswald                 | Ray Calabrese     |                           |                           |
| Jerzy                  | George Clooney    | Szabó Sipos Barnabás      | Szabó Sipos Barnabás      |
| Apáca                  | Annie Kitral      |                           |                           |
| Apáca                  | Lissy Gulick      |                           |                           |
| Apáca                  | Dorothy Silver    |                           |                           |
| Mrs. Antwerp           | Maryanne Nagel    |                           |                           |
| Babitch                | David Warshofsky  | Juhász György             | Rajkai Zoltán             |
| Carmela                | Jennifer Esposito | Juhász Judit              | Hámori Eszter             |
| Michelle               | Gabrielle Union   |                           |                           |
| Beddo                  | Don Kost          |                           |                           |
| Idős üldöző nő         | June Lang         |                           |                           |
| Temetkezési vállalkozó | Basil Russo       |                           |                           |
| Veszekedő nő           | Angela Russo      |                           |                           |
| 'Veszekedő férfi       | Wayne S. Turney   |                           |                           |
| Gondnok                | Rohn Thomas       |                           |                           |
| Törvényszolga          | Danny Lentz       |                           |                           |
| Cosimo ügyvédje        | Blaine Pate       |                           |                           |
| Colleen                | Ann Zupa          |                           |                           |